# Barbaro (famiglia)
I Barbaro furono una delle più importanti famiglie patrizie veneziane, in origine di Trieste.
Tra i più celebri esponenti della famiglia vi furono numerosi diplomatici. Furono patriarchi di Aquileia ben quattro Barbaro fra il 1491 e il 1622.

## Storia
La tradizione familiare afferma che i Barbaro discendano dalla gens Catellia e più lontanamente dalla gens Fabia. Come altre famiglie patrizie veneziane, loro rivendicavano anche la discendenza da famiglie romane con nomi simili, in questo caso gli Enobarbo. La tradizione dice anche che si rifugiarono in Istria per evitare le persecuzioni durante il regno dell'imperatore Diocleziano. La ricchezza della famiglia proveniva dal commercio del sale.
I documenti mostrano che la famiglia si trasferì da Pola a Trieste nel 706 e poi a Venezia nell'868. In questo periodo il cognome della famiglia era Magadesi (compare scritto alternativamente come Magadezzi o Maghadesi).
Il primo membro documentato della famiglia fu Paolo Magadesi, che era procuratore di San Marco. Lo scrittore Charles Yriarte afferma che ciò avvenne quando Pietro Tradonico era Doge di Venezia (836-864), anche se la maggior parte delle fonti afferma che la famiglia non visse a Venezia fino a dopo. Un Antonio Magadesi fu anche procuratore di San Marco nel 968 e Giovanni Magadesi fu presbitero della chiesa di San Zorzi nel 982 e anche lui è stato citato anche come il primo membro della famiglia Barbaro di cui si abbia notizia storica.
La genealogia documentata della famiglia Barbaro inizia nel 1121 con Marco, comandante navale e creatore dello stemma moderno, che cambiò il suo cognome da Magadesi a Barbaro.
La famiglia Barbaro fu riconosciuta come una delle principali famiglie della Repubblica di Venezia nell'anno 992. Nel 1297, il Maggior Consiglio riconobbe alla famiglia lo status di patrizi. Il Regno Lombardo-Veneto confermò lo status di patrizi alla famiglia nell'ambito di una serie di risoluzioni emanate tra il 1818 e il 1821. Questo status fu nuovamente registrato ufficialmente a Venezia nel 1891 per tutti i membri della famiglia.

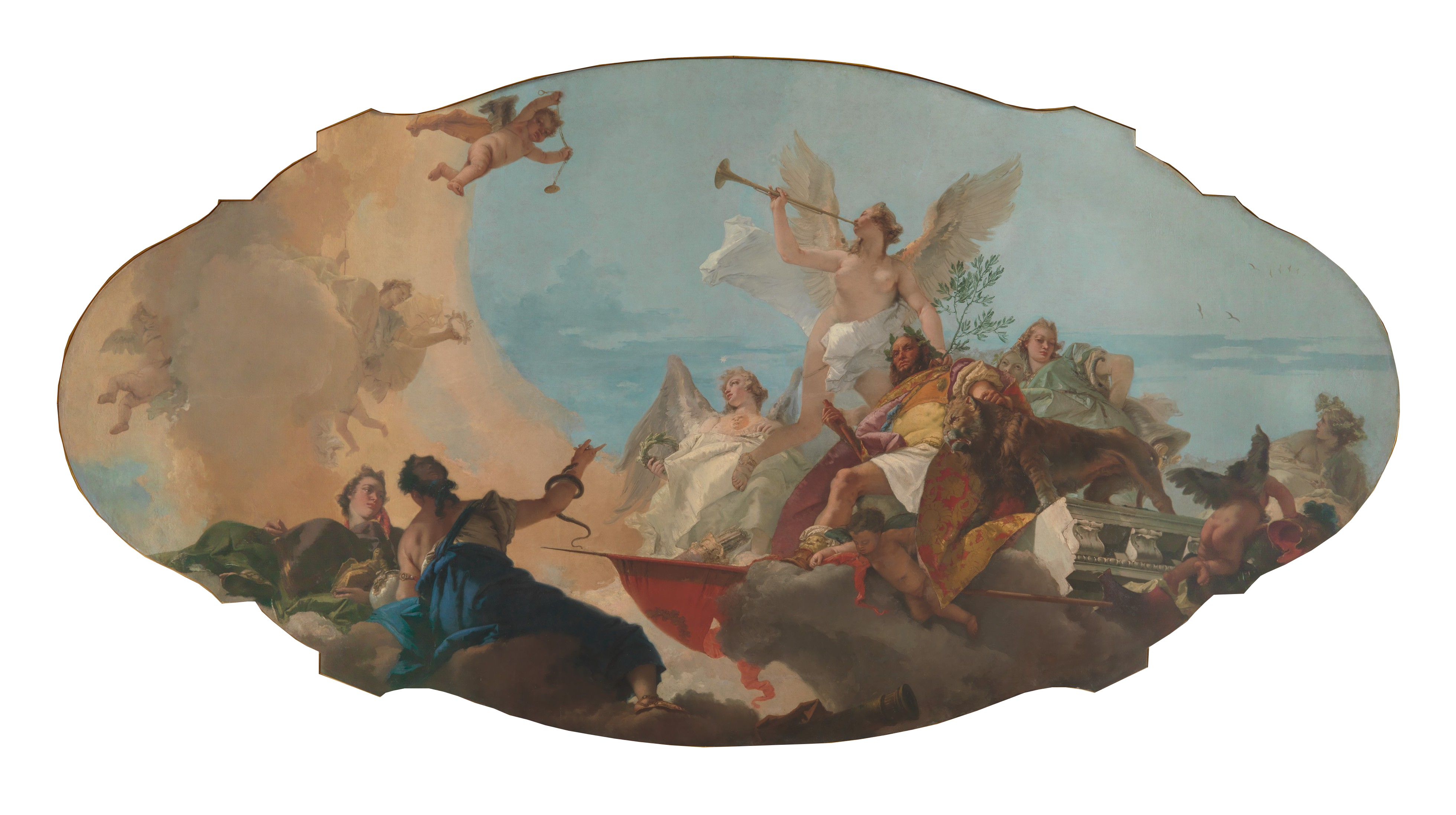
Glorificazione della famiglia Barbaro di Giovanni Battista Tiepolo, c. 1750

Nel XVI secolo ci fu una divisione tra le famiglie veneziane che si opponevano o favorivano l'influenza della Santa Sede. Queste ultime si opponevano alla legge che vietava ai titolari di cariche ecclesiastiche di ricoprire anche incarichi politici a Venezia. La famiglia Barbaro faceva parte di questo gruppo filopapale, insieme alle famiglie Badoer, Corner, Emo, Foscari, Grimani e Pisani. Queste famiglie furono anche mecenati di Battista Franco, Palladio, Francesco Salviati, Michele Sanmicheli, Giovanni da Udine e Federico Zuccari.
Le fortune della famiglia Barbaro diminuirono dopo la sconfitta di Venezia da parte di Napoleone e furono costretti a trasformare la maggior parte dei Palazzi Barbaro in appartamenti. Quando il critico d'arte John Ruskin visitò Venezia nel 1851, tutto ciò che rimaneva della famiglia Barbaro, un tempo potente, era una coppia di anziani fratelli che vivevano in povertà nella soffitta di Palazzo Barbaro.
Ruskin scrisse che la povertà di questi ultimi membri della famiglia Barbaro era una punizione data alla famiglia per aver ricostruito la chiesa di Santa Maria Zobenigo come monumento a loro stessi, che Ruskin definì "una manifestazione di insolente ateismo". Gli ultimi membri della famiglia morirono nella metà del XIX secolo.
Alcuni rami della famiglia sopravvissero al di fuori di Venezia. Il più importante era quello di Malta, ma ci furono anche rami in Galazia e in altre parti dell'Italia.

## Stemma

Stemma alternativo della famiglia Barbaro

Non esiste un consenso sullo stemma antico dei Barbaro. Secondo Johannes Rietstap e altri lo stemma originario sarebbe stato "D'oro, a due bande d'azzurro, accompagnate da due rose dello stesso", d'oro, a due bande d'azzurro, accompagnate da due rose dello stesso. D'Eschavannes però lo identifica come "D'azurro, a tre rose d'oro".
L'arma moderna della famiglia Barbaro, D'argento, al ciclamoro di rosso, fu riconosciuta ufficialmente dal Senato veneziano nel 1125 in ricordo di Marco Barbaro che, durante un'azione navale nei pressi di Ascalona, tagliò la mano a un moro e utilizzò il moncone sanguinante per disegnare un cerchio su un turbante, che fece sventolare come vessillo dalla sua testa d'albero.
Fino a questo episodio era conosciuto come Marco Magadesi. I saraceni abbordarono la galea da lui comandata e strapparono la bandiera della nave, che recava lo stemma di famiglia. Marco Magadesi usò il turbante insanguinato come bandiera improvvisata per far sapere al resto della flotta che la sua nave non era stata catturata. Dopo l'azione, cambiò il nome della sua famiglia da Magadesi a Barbaro in riconoscimento dell'incidente e per onorare l'eroismo dei suoi nemici caduti, che considerava barbari.
Nel 1432, l'imperatore Sigismondo, concesse all'ambasciatore Francesco Barbaro il titolo di Cavaliere del Sacro Romano Impero e il diritto di inquartare le sue armi con l'aquila imperiale. Nel 1560, la Regina Elisabetta I d'Inghilterra concesse all'ambasciatore Daniele Barbaro il diritto di usare la Rosa dei Tudor nelle sue armi personali.
Lo stemma dei Barbaro è raffigurato sulla facciata della chiesa di Santa Maria Zobenigo. È presente anche sul frontone di Villa Barbaro e sulla cripta di famiglia in San Francesco della Vigna.

## Personalità
Con il cognome Barbaro si possono individuare:
- Francesco Barbaro (1390-1454), politico, diplomatico e umanista veneziano
- Ermolao Barbaro il Vecchio (1410-1471), vescovo di Verona e umanista
- Nicolò Barbaro (1420-1494), medico, autore di una cronaca dell'Assedio di Costantinopoli del 1453
- Ermolao Barbaro il Giovane (1454-1493), Patriarca di Aquileia (1491 - 1493)
- Ermolao Barbaro (1493-1556), politico
- Daniele Barbaro (1513-1570), patriarca di Aquileia e trattatista, mentore di Andrea Palladio
- Marcantonio Barbaro (1518-1595), diplomatico della Serenissima, fratello di Daniele, mecenate di Andrea Palladio
- Francesco Barbaro (1546-1616), patriarca di Aquileia
- Ermolao II Barbaro († 1622), patriarca di Aquileia
- Antonio Barbaro (1627-1679), generale e politico veneziano
- Giosafat Barbaro (1413-1494), diplomatico, esploratore e mercante
- Bernardo Barbaro (1687- dopo 1779), politico e poeta
- Cornelia Barbaro Gritti (1719-1808), poetessa

## Luoghi e architetture
Palazzi di Venezia
- Palazzo Barbaro Wolkoff
- Palazzo Barbaro a San Vidal
- Palazzo Barbaro a Santo Stefano

- Villa Barbaro a Maser (Treviso)
- Palazzo Barbaro Wolkoff, Venezia
- Palazzo Barbaro a San Vidal, Venezia
- Palazzo Barbaro a Santo Stefano, Venezia

Ville

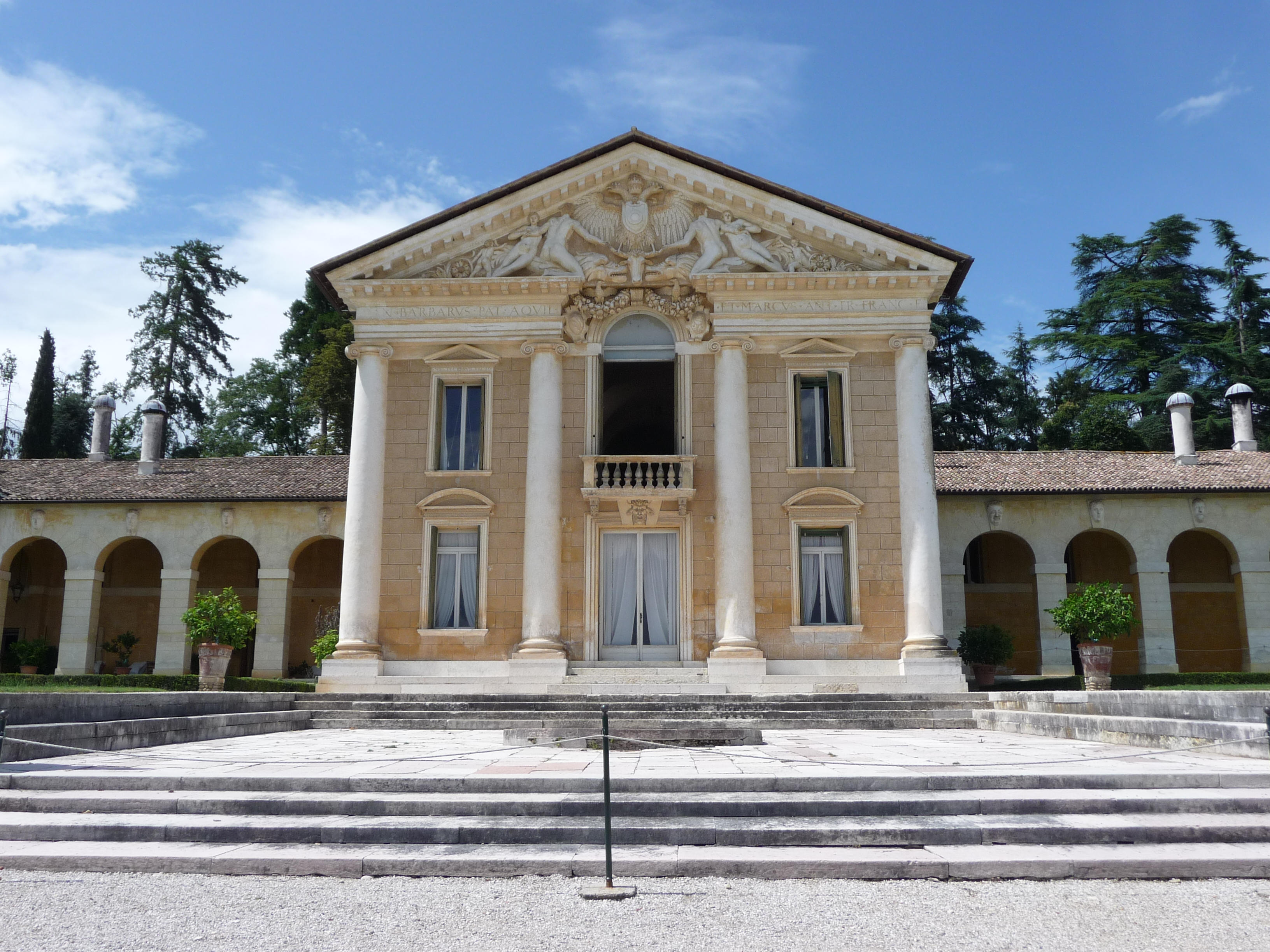
Villa Barbaro a Maser (Treviso)
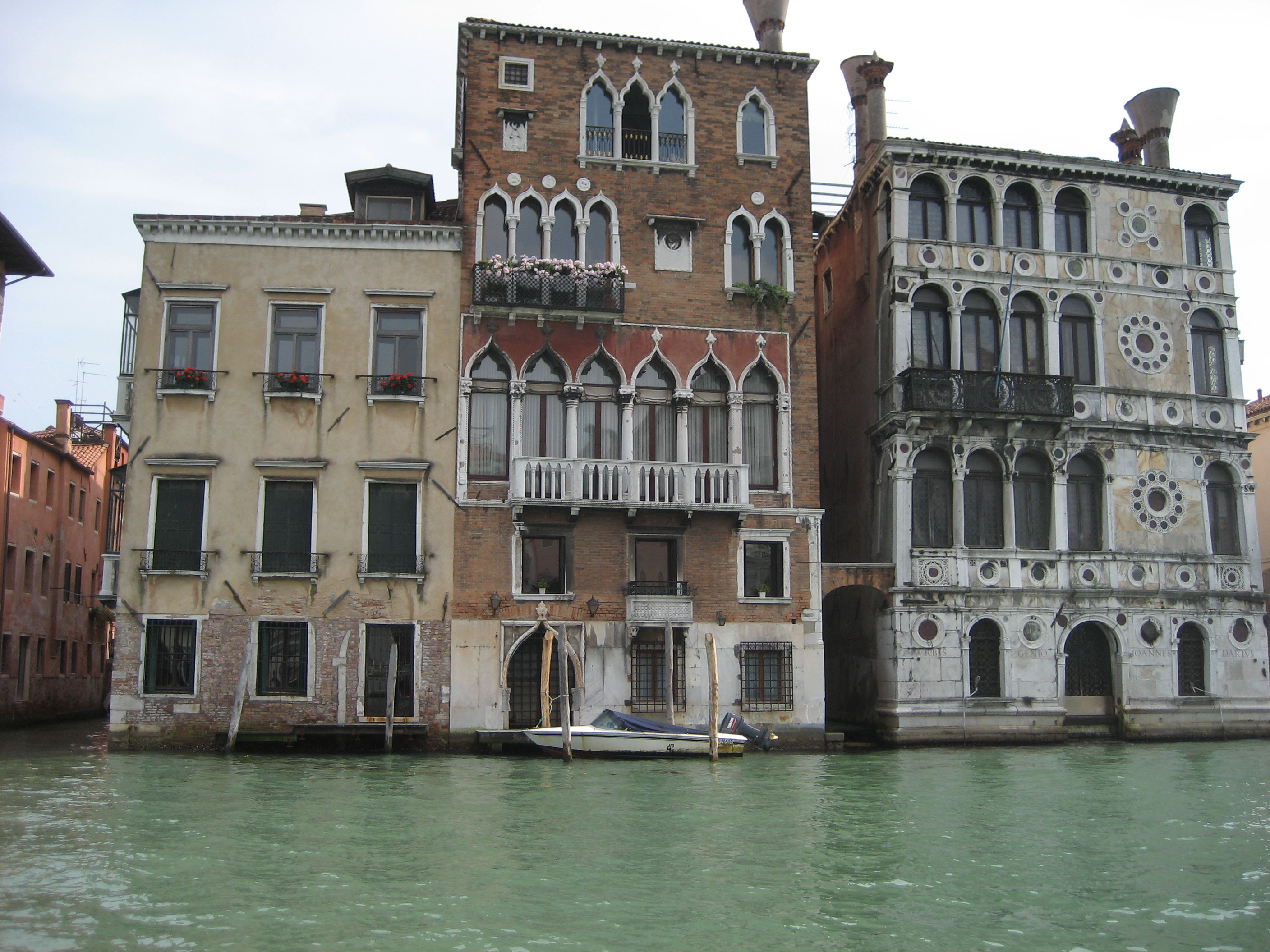
Palazzo Barbaro Wolkoff, Venezia
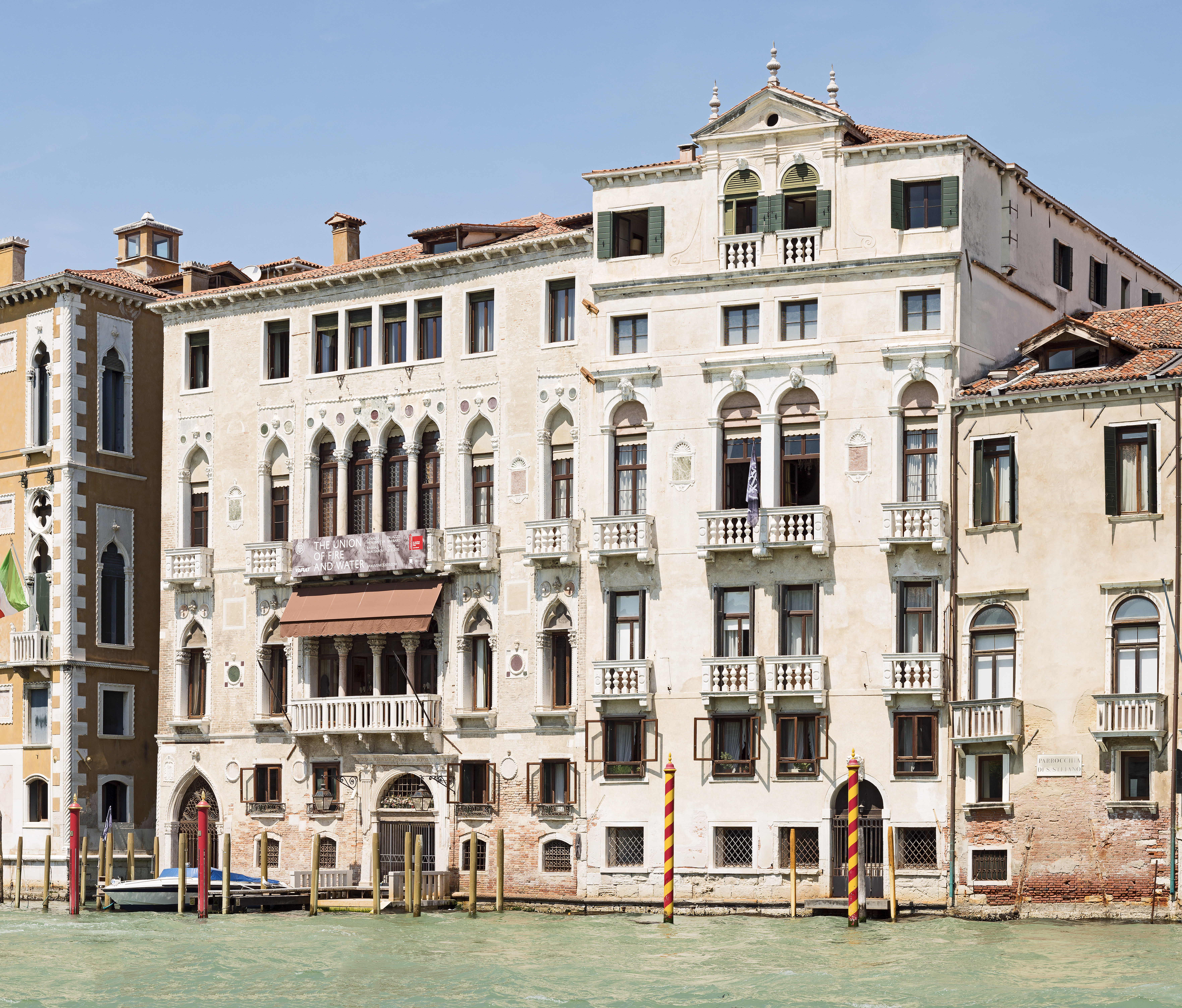
Palazzo Barbaro a San Vidal, Venezia
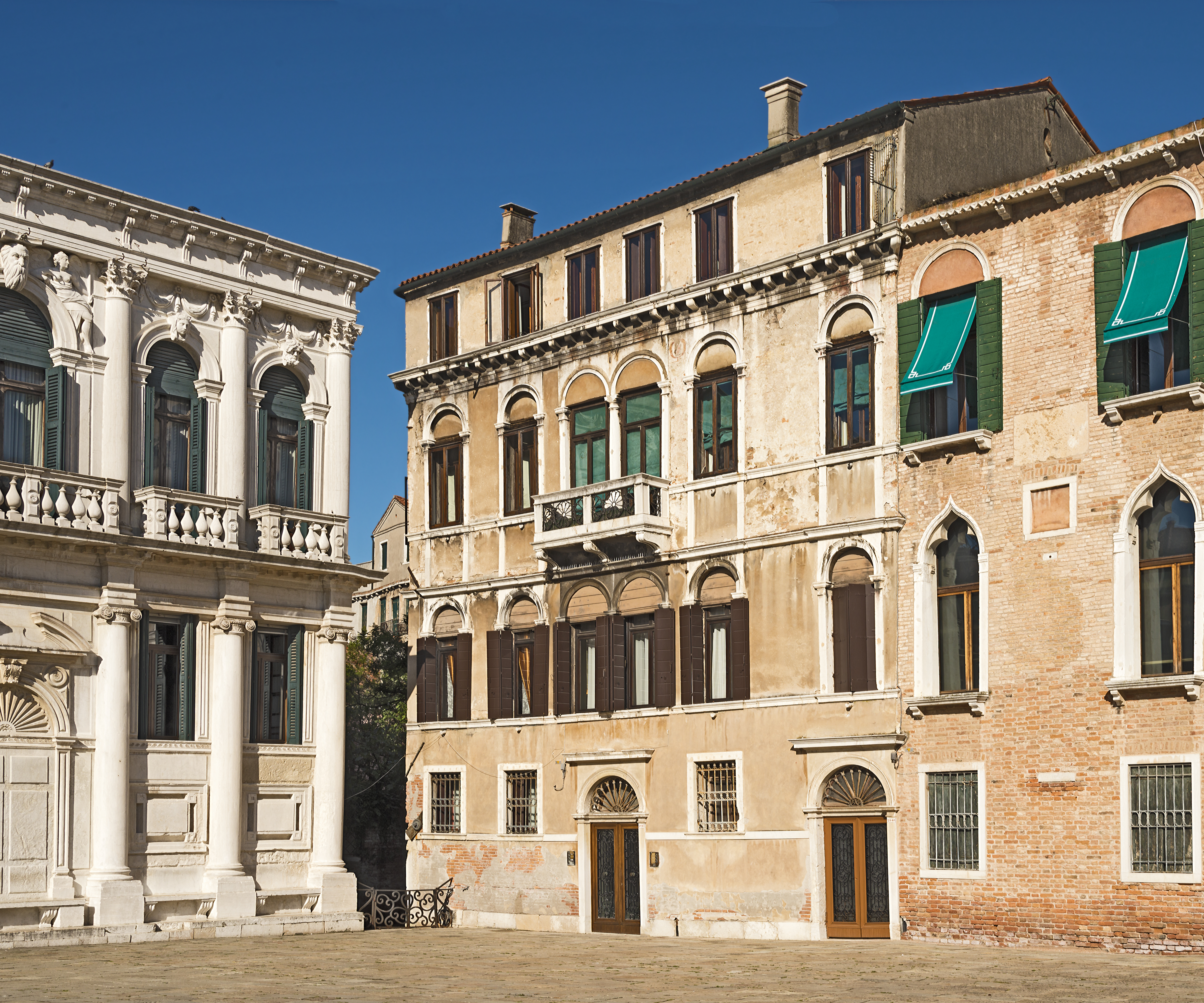
Palazzo Barbaro a Santo Stefano, Venezia

- Villa Bennacchio Barbaro a Galzignano Terme (Padova)
- Villa Ca' Barbaro a Baone